# 博博占·加富罗夫
博博占·加富罗维奇·加富罗夫（俄語：Бободжа́н Гафу́рович Гафу́ров，1908年12月18日（格里历：12月31日）—1977年7月12日），塔吉克族，苏联党和国家领导人，历史学家。塔吉克苏维埃社会主义共和国科学院院士、苏联科学院院士。1946年-1956年曾任塔共中央第一书记。

## 生平
- 1908年12月18日（格里历：12月31日）出生于沙俄突厥斯坦总督区撒马尔罕州胡占德区伊斯菲索村的一个农民家庭。
- 1926年-1928年，共青团乌兹别克团委宣传部少年儿童局局长。
- 1928年-1929年，撒马尔罕法学院学习。
- 1929年-1930年4月，塔吉克苏维埃社会主义自治共和国司法人民委员会助理。
- 1930年4月-1931年，《塔吉克斯坦》报副主编，报社新闻部负责人。
- 1931年-1935年，莫斯科全苏新闻学院学习。1932年加入联共（布）。
- 1935年-1936年10月，塔吉克共产党（布）中央委员会文化部新闻讲师。
- 1936年10月-1940年，塔共（布）中央宣传鼓动部新闻处处长，文教处处长。
- 1940年-1941年，苏联科学院历史研究所学习。历史学副博士学位。
- 1941年3月-1945年1月，塔共（布）中央宣传鼓动部党组书记。
- 1945年1月-1946年6月，塔共（布）中央第二书记。
- 1946年6月-1956年5月，塔共（布）中央第一书记。期间，1948年-1951年4月，塔共（布）斯大林纳巴德州委第一书记。1949年获苏联科学院历史学博士学位（中亚史及伊斯兰宗教史研究方向）。1951年获塔吉克苏维埃社会主义共和国科学院院士。
- 1956年5月-1977年7月，苏联科学院东方学研究所所长。1958年当选苏联科学院历史科学系通讯院士（苏联历史，考古学方向）。1968年当选苏联科学院院士（历史学）。1973年获德黑兰大学博士，波黑科学院外籍院士。
- 1977年7月12日于杜尚别逝世，享年68岁。葬于杜尚别卢乔布公园。

加富罗夫是苏共19-20大代表，第19-20届中央委员。第2-4届苏联最高苏维埃联盟院代表，第5,7届苏联最高苏维埃民族院代表。

## 著作
- 《塔吉克史》
- 《塔吉克史纲—从远古至十月革命》
- 《塔吉克史—远古，古代，中世纪》
- 《殖民主义与东南亚国家的民族解放运动》

## 荣誉
- 六次列宁勋章
- 十月革命勋章
- 劳动红旗勋章
- 蒙古人民共和国劳动红旗勋章
- 印度尼赫鲁国际奖（1968）
- 塔吉克斯坦英雄称号（1997年追认）